# Ffordd Pen Llech

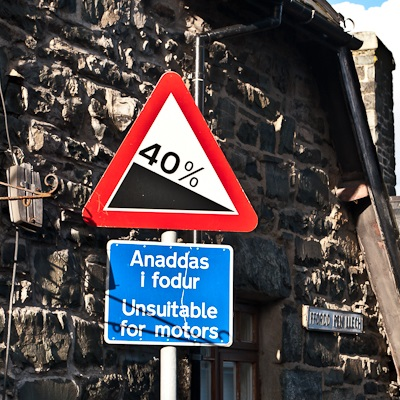
Waarschuwingsbord boven op Ffordd Pen Llech. Het verkeersbord geeft een daling van 40% aan. Dit heeft te maken met de regel dat percentages naar boven worden afgerond.

Ffordd Pen Llech is een zeer steile straat gelegen in het plaatsje Harlech in het noordwesten van Wales. De straat werd op 16 juli 2019 door het Guinness Book of Records erkend als de steilste straat ter wereld. Hiervoor was dat Baldwin Street in Dunedin, Nieuw-Zeeland. In 2020 kreeg Baldwin Street de titel echter weer terug nadat de rekenmethode was aangepast.
In januari 2019 deed Guiness een officiële meting in Harlech nadat een inwoner opmerkte hoe steil de straat wel niet is. Toen het resultaat bekend was, bleek dat Ffordd Pen Llech een stijgingspercentage van 37,45% heeft. Dat betekent dat Ffordd Pen Llech 1 meter omhoog (of omlaag) gaat voor elke 2,67 meter die horizontaal wordt afgelegd, terwijl dat bij Baldwin Street 2,86 meter is. Door de nieuwe rekenmethode - waarbij het midden van de straat als uitgangspunt telt - kwam Ffordd Pen Llech echter uit op 28,6% en Baldwin Street op 34,8%.